# Pandanus fanningensis
Pandanus fanningensis är en enhjärtbladig växtart som beskrevs av Harold St.John. Pandanus fanningensis ingår i släktet Pandanus och familjen Pandanaceae. Inga underarter finns listade.